# 9013 Sansaturio
9013 Sansaturio este un asteroid din centura principală de asteroizi.

## Descriere
9013 Sansaturio este un asteroid din centura principală de asteroizi. A fost descoperit pe 14 august 1985 la Stația Anderson Mesa de Edward L. G. Bowell. Asteroidul prezintă o orbită caracterizată de o semiaxă mare de 2,69 ua, o excentricitate de 0,28 și o înclinație de 11,3° în raport cu ecliptica.